# Remember to Dismember
Remember to Dismember is een ep en tevens de eerste uitgave van de Amerikaanse punkband Western Addiction. Het werd uitgegeven om het debuutalbum Cognicide te promoten, dat in 2005 zou verschijnen. Beide albums zijn uitgegeven door het label Fat Wreck Chords.
Het bevat twee nummers die niet op Cognicide te horen zijn, namelijk "From the Ramparts" en "Not a Surrender". Het album kwam uit op 11 november 2003 en werd geproduceerd door Randy Burk.

## Nummers
1. "Charged Words" - 1:31
2. "From the Ramparts" - 1:36
3. "Incendiary Minds" - 1:19
4. "Not a Surrender" - 2:21

## Band
- Jason - zang, gitaar
- Chicken - basgitaar, zang
- Chad - drums